# Capelli rame
Capelli rame è il primo album dei Valentina Dorme.

## Il disco
Il disco è stato pubblicato nel 2002 dalla Fosbury Records con distribuzione Audioglobe ed è stato insignito del premio Fuori dal Mucchio 2002 dalla rivista Il Mucchio Selvaggio per il miglior esordio discografico dell'anno.

## Tracce
1. Nove nuovi amanti (parte prima)
2. Prova generale
3. Una colt
4. Claudia Cardinale da giovane
5. Tredici
6. Ford
7. L'estate
8. Rosso
9. Vanessa
10. L'eclissi amore mio
11. Guardare i corvi
12. Nove nuovi amanti (parte seconda)

## Formazione
- Mario Pigozzo Favero — voce, chitarra,
- Paolo Carraro — chitarra
- Angelo Piva — basso
- Lucio Gazzola — batteria